# Nguyễn Văn Khang
Nguyễn Văn Khang (sinh năm 1956) là một chính khách Việt Nam. Ông từng giữ chức vụ Phó Bí thư Tỉnh ủy, Chủ tịch Ủy ban nhân dân tỉnh Tiền Giang.

## Tiểu sử
- Ông sinh năm 1956, quê ở tỉnh Gò Công (nay thuộc tỉnh Tiền Giang), cử nhân chính trị; trình độ chuyên môn: Thạc sĩ chuyên ngành Nông học. Trước khi làm Chủ tịch Tỉnh, ông là Ủy viên Ban thường vụ Tỉnh ủy kiêm Giám đốc Sở Nông nghiệp và Phát triển Nông thôn rồi làm Phó Chủ tịch tỉnh.

## Quá trình công tác
5/1975-7/1975: Nhân viên Ban Kinh tế Tài chính xã Long Bình, huyện Tây, tỉnh Gò Công
7/1975-6/1976: Nhân viên phòng Công an huyện Tây, tỉnh Gò Công và sau đó là huyện Gò Công Tây, tỉnh Tiền Giang.
7/1976-10/1977: Học sinh Trường Dự bị Đại học Tiền Giang.
10/1977-10/1981: Sinh viên trường Đại học Cần Thơ.
10/1981-3/1982: Cán bộ nghiên cứu giảng dạy Trường Đại học Cần Thơ.
3/1982-5/1983: Tổ phó Tổ kỹ thuật, Ban Nông nghiệp huyện Gò Công Tây, tỉnh Tiền Giang.
6/1983-9/1986: Phó Trưởng phòng Nông nghiệp huyện Gò Công Tây, tỉnh Tiền Giang.
10/1986-11/1988: Huyện ủy viên, Trưởng phòng Nông nghiệp huyện Gò Công Tây, tỉnh Tiền Giang.
12/1988-9/1989: Ủy viên thường vụ Huyện ủy, Phó Chủ tịch Ủy ban nhân dân huyện Gò Công Tây, tỉnh Tiền Giang.
10/1989-3/1994: Phó Giám đốc Sở Nông - Lâm Ngư nghiệp tỉnh Tiền Giang.
4/1994-12/1996: Tỉnh ủy viên, Phó Giám đốc Sở Nông nghiệp và Phát triển nông thôn tỉnh Tiền Giang.
1/1997-9/2002: Tỉnh ủy viên, Giám đốc Sở Nông nghiệp và Phát triển nông thôn tỉnh Tiền Giang.
10/2002-12/2005: Ủy viên Ban thường vụ Tỉnh ủy khóa VII, Giám đốc Sở Nông nghiệp và Phát triển nông thôn tỉnh Tiền Giang.
12/2005-02/2010: Ủy viên Ban thường vụ Tỉnh ủy khóa VIII, Giám đốc Sở Nông nghiệp và Phát triển nông thôn tỉnh Tiền Giang.
02/2010-9/2010: Ủy viên Ban thường vụ Tỉnh ủy khóa VIII, Phó Chủ tịch Ủy ban nhân dân tỉnh Tiền Giang.
10/2010 đến nay: Phó Bí thư Tỉnh ủy khóa IX, Chủ tịch Ủy ban nhân dân tỉnh Tiền Giang.
- Kỳ họp thứ 19, HĐND tỉnh Tiền Giang khóa VIII cũng đã bầu ông làm Chủ tịch Ủy ban nhân dân tỉnh nhiệm kỳ 2007 - 2011 thay cho ông Trần Thế Ngọc nhận nhiệm vụ mới.
- Ngày 05 tháng 10 năm 2011: Ông được Hội đồng nhân dân Tỉnh Tiền Giang bầu làm Chủ tịch Ủy ban nhân dân Tỉnh Tiền Giang nhiệm kỳ 2011-2016 thay cho ông Trần Thế Ngọc nhận nhiệm vụ mới.

### Buộc tội ký sai trước khi về hưu
Ngày 5.9 theo báo Tuổi Trẻ, TTO - Bộ Tài nguyên - môi trường vừa kết luận toàn bộ 41 quyết định do chủ tịch UBND tỉnh Tiền Giang Nguyễn Văn Khang ký tháng 6-2015 trước khi về hưu về bồi thường, hỗ trợ dự án mở rộng quốc lộ 1 không đúng quy định của pháp luật, bồi thường một cách tùy tiện. Số tiền bồi thường, hỗ trợ gần 23 tỉ đồng vì vậy tiếp tục bị "treo". UBND tỉnh đã họp, giao cho các ngành có liên quan khẩn trương rà soát, đối chiếu từng trường hợp để báo cáo lãnh đạo tỉnh vào tuần tới.